# Dag Norberg
Dag Ludvig Norberg (Strängnäs, 31 juillet 1909 – Stockholm, 20 octobre 1996) est un linguiste, philologue et latiniste suédois auteur de travaux relatifs au latin médiéval. Il fut président de la Fédération internationale des associations d’études classiques de 1964 à 1969.

## Distinctions
- Commandeur de première classe de l'ordre du Lion de Finlande